# Кальо (Комо)
Кальйо (итал. Caglio) — коммуна в Италии, находится в регионе Ломбардия, в провинции Комо.
Население составляет 369 человек (2008), плотность населения составляет 57 чел./км². Занимает площадь 7 км². Почтовый индекс — 22030. Телефонный код — 031.
Покровителями коммуны почитаются святые мученики Гервасий и Протасий, празднование 19 июня.

## Демография
Динамика населения:

## Администрация коммуны
- Официальный сайт: